# Heteronotia spelea
Heteronotia spelea — вид геконоподібних ящірок родини геконових (Gekkonidae). Ендемік Австралії.

## Поширення і екологія
Heteronotia spelea мешкають в регіоні Пілбара у Західній Австралії, зокрема в горах Хамерслі та Кеннеді на північному заході Західної Австралії та на крайньому північному заході Північної Території. Вони живуть в печерах і тріщинах серед пісковикових скель в напівпустелях і пустелях.